# Jetse Bol
Jetse Bol est un coureur cycliste et directeur sportif néerlandais né le 8 septembre 1989 à Avenhorn. 

## Biographie

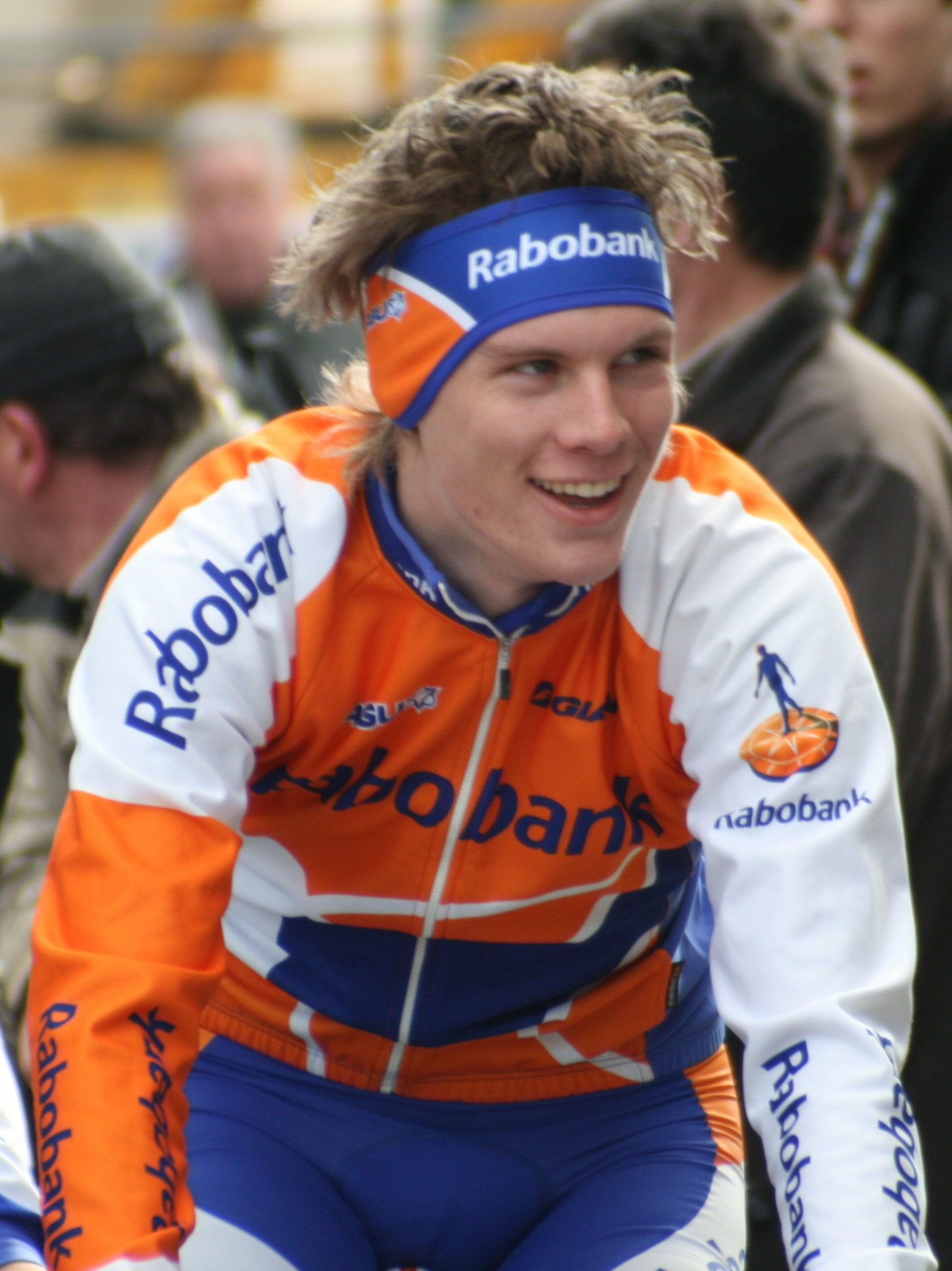
Jetse Bol lors des Trois Jours de Flandre-Occidentale.

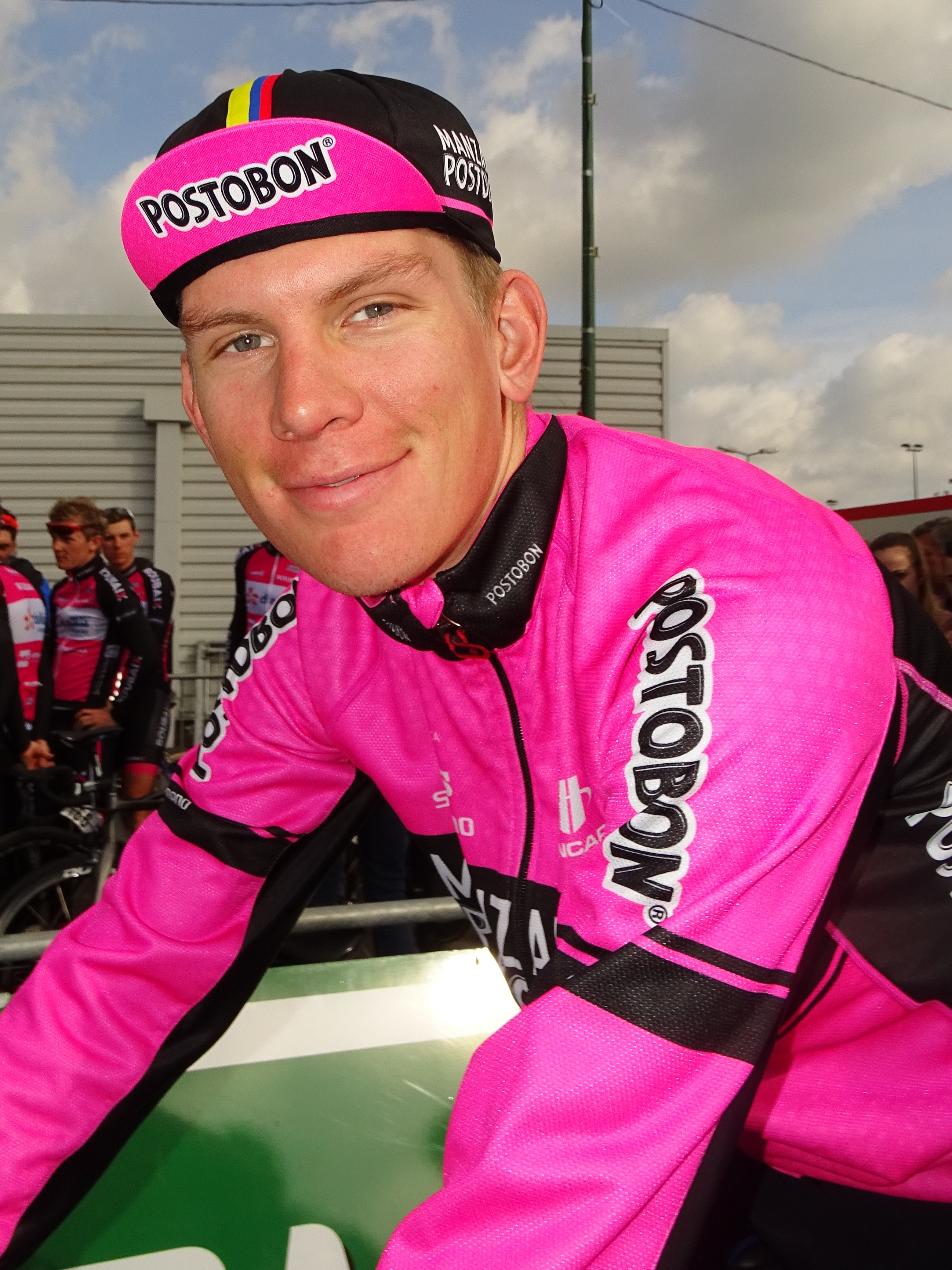
Jetse Bol lors du départ du Grand Prix de Denain 2017.

Après quatre années passées au sein de l'équipe continentale Rabobank Continental, il rejoint la maison mère Rabobank, qui l'engage pour la saison 2012. Il se fait connaître lors de Paris-Tours 2013 en octobre 2013, en profitant du marquage des favoris en partant seul à 6 km de l'arrivée, il est repris seulement dans les derniers hectomètres.
Fin 2014 il signe un contrat avec l'équipe continentale Join-S-De Rijke.
En 2015, pour ses premiers pas sous ses nouvelles couleurs il s'adjuge le classement général et une étape de l'Olympia's Tour. 
Pour la saison 2017, il rejoint la formation continentale professionnelle colombienne Manzana Postobón, avec laquelle il découvre le Tour d'Espagne. En août 2018, il rejoint l'équipe Burgos-BH pour disputer le Tour d’Espagne.
En fin de contrat en fin d'année 2021, celui-ci est prolongé jusqu'en fin d'année 2022.
Il arrête sa carrière de cycliste professionnel à la fin de l’année 2024 et intègre l’encadrement de la formation Burgos-BH en tant que directeur sportif.

## Palmarès
- 2005
  -  Champion des Pays-Bas du contre-la-montre cadets
- 2006
  - 2e du championnat des Pays-Bas du contre-la-montre juniors
- 2007
  - Acht van Bladel :
    - Classement général
    - 3e étape

  - 3e des Trois Jours d'Axel
- 2009
  - Olympia's Tour :
    - Classement général
    - Prologue (contre-la-montre par équipes)
- 2010
  - 1re étape du Tour de Normandie
  - Triptyque des Monts et Châteaux : 
    - Classement général
    - 2ea étape (contre-la-montre)

  - 1re étape du Tour de Bretagne
- 2011
  - 1re et 3e étapes du Tour de Bretagne
  - Olympia's Tour :
    - Classement général
    - 1re et 6e étapes

  - 2e du Circuit de Campine
  - 3e du Kernen Omloop Echt-Susteren
- 2015
  - Olympia's Tour :
    - Classement général
    - 2e étape
- 2016
  - 3e du Tour du Limbourg

## Résultats sur les grands tours

### Tour d'Italie
1 participation
- 2014 : 156e

### Tour d'Espagne
7 participations
- 2017 : 69e
- 2018 : 101e
- 2019 : 104e
- 2020 : 80e
- 2021 : 71e
- 2022 : 89e
- 2023 : 110e

## Classements mondiaux
| Année                                 | 2009 | 2010 | 2011 | 2012 | 2013 | 2014 | 2015 | 2016  | 2017 | 2018  | 2019 | 2020 | 2021 | 2022  | 2023 |
| ------------------------------------- | ---- | ---- | ---- | ---- | ---- | ---- | ---- | ----- | ---- | ----- | ---- | ---- | ---- | ----- | ---- |
| Classement mondial                    |      |      |      |      |      |      |      | 1203e | 585e | 2092e | 551e | 539e | 889e | 1307e | 975e |
| UCI Europe Tour                       | 304e | 84e  | 41e  |      |      |      | 204e | 825e  | 335e | 1530e | 420e | 438e | 679e | 907e  | nc   |
| UCI Asia Tour                         | nc   | nc   | nc   |      |      |      | nc   | nc    | 591e | nc    |      |      |      |       |      |
| UCI America Tour                      | nc   | 308e | nc   |      |      |      | nc   | nc    | nc   | nc    |      |      |      |       |      |
|                                       |      |      |      |      |      |      |      |       |      |       |      |      |      |       |      |
| Légende : nc = non classéSource : UCI |      |      |      |      |      |      |      |       |      |       |      |      |      |       |      |